# Kapitan Orgazmo
Kapitan Orgazmo (ang. Orgazmo) – komedia nakręcona w 1997 przez twórców Miasteczka South Park, Treya Parkera i Matta Stone’a.
Film opowiada o mormońskim misjonarzu, który dał się wrobić w występowanie w filmie pornograficznym. Chociaż film nie ma charakteru pornograficznego, występuje w nim wielu autentycznych aktorów porno, m.in. Ron Jeremy i Chasey Lain.
Double vaginal, Double anal to fikcyjna grupowa pozycja seksualna, o której wzmianka pojawiła się w filmie. Została opisana jako pozycja, gdzie dwóch mężczyzn penetruje odbyt, a dwóch innych pochwę tej samej kobiety.

## Obsada
- Trey Parker – Joe Young/Orgazmo
- Dian Bachar – Ben Chapleski/Choda Boy
- Robyn Lynne Raab – Lisa
- Michael Dean Jacobs – Maxxx Orbison
- Matt Stone – Dave The Photographer
- Masao Maki – G-Fresh
- Toddy Walters – Georgi
- Ron Jeremy – Clark/Jizzmaster Zero
- David Dunn – A-Cup
- Chasey Lain – Candi
- Juli Ashton – Saffi
- Jill Kelly – pielęgniarka
- Lloyd Kaufman – lekarz
- Jeanna Fine
- Jacklyn Lick
- Mike Eaton – Meatfish
- Serenity